# Gentilés de la république démocratique du Congo
Voici une liste non exhaustive de gentilés de la république démocratique du Congo :
- République démocratique du Congo : Congolais, Congolais, Congolaise, Congolaises
- Zaïre : Zaïrois, Zaïrois, Zaïroise, Zaïroises

## Gentilés par régions administratives
- Bandundu : Bandundois, Bandundois, Bandundoise, Bandundoises
- Bas-Congo : Bas-congolais, Bas-congolais, Bas-congolaise, Bas-congolaises
- Équateur : Équatorien, Équatoriens, Équatorienne, Équatoriennes
- Katanga : Katangais, Katangais, Katangaise, Katangaises
- Kwilu : Kwilois, Kwilois, Kwiloise, Kwiloises
- Maniema : Maniemien, Maniemiens, Maniemienne, Maniemiennes
- Province Orientale (Congo-Kinshasa) : Congo-Oriental, Congo-Orientaux, Congo-Orientale, Congo-Orientales
- Sankuru : Sankurois, Sankurois, Sankuroise, Sankuroises

## Gentilés par régions géographiques
- Kasaï : Kasaïen, Kasaïens, Kasaïenne, Kasaïennes
- Kivu : Kivutien, Kivutiens, Kivutienne, Kivutiennes

## Gentilés par villes
- Bandundu : Bandundois, Bandundoise, Bandundoises
- Baraka: Barakois, Barakois, Barakoise, Barakoises
- Boma : Bomatracien, Bomatraciens, Bomatracienne, Bomatraciennes
- Bukavu : Bukavien, Bukavienne, Bukaviens, Bukaviennes
- Bumba : Bumbien, Bumbienne, Bumbiens, Bumbiennes
- Butembo : Butemben, Butembenne, Butembens, Butembennes
- Bunia : Bunian, Buniane, Bunians, Bunianes
- Gandajika : Gandajikois, Gandajikoise, Gandajikoises
- Gemena : Gemenien, Gemenienne, Gemeniens, Gemeniennes
- Goma : Gomatracien, Gomatraciens, Gomatracienne, Gomatraciennes
- Isiro : Isirois, Isiroise, Isiroises
- Kabinda : Kabindais, Kabindaise, Kabindaises
- Kalémie : Kalémien, Kalémienne, Kalémiens, Kalémiennes
- Kamina : Kaminais, Kaminaise, Kaminaises
- Kananga : Kanangais, Kanangaise, Kanangaises
- Kindu : Kindois, Kindoise, Kindoises
- Kinshasa : Kinois, Kinois, Kinoise, Kinoises
  - Le gentilé Kinois passe pour avoir déjà été en usage lorsque la capitale s'appelait encore Léopoldville.
- Kikwit : Kikwitois, Kikwitois, Kikwitoise, Kikwitoises
- Kipushi : Kipushien, Kipushienne, Kipushiens, Kipushiennes
- Kisangani : Boyomais, Boyomais, Boyomaise, Boyomaises (car le nom complet de Kisangani est Kisangani Boyoma)
- Kolwezi : Kolwezien, Kolweziens, Kolwezienne, Kolweziennes
- Likasi : Likasien, Likasiens, Likasienne, Likasiennes
- Lubumbashi : Lushois, Lushois, Lushoise, lushoises
- Lusambo ville : lusvillois, lusvilloise, lusvilloises
- Matadi : Matadien, Matadiens, Matadienne, Matadiennes
- Mbandaka : Mbandakais, Mbandakais, Mbandakaise, Mbandakaises
- Mbanza-Ngungu : Ngungois, Ngungois, Ngungoise , Ngungoises
- Mbuji-Mayi : Mbuji-Mayiens, Mbuji-Mayienne, Mbuji-Mayiens, Mbuji-Mayiennes
- Mwene-Ditu : Ditois, Ditoise, Ditoises
- Tshikapa : Tshikapien, Tshikapienne, Tshikapiens, Tshikapiennes
- Uvira : Uvirien, Uvirienne, Uviriens, Uviriennes

## Gentilés par cités
- Lufu-Toto : Lufu-Totois, Lufu-Totois, Lufu-Totoise, Lufu-Totoises
- Fizi:  Fizicien, Fiziciens, Fizicienne, Fiziciennes